# Клименко, Николай Иванович (Герой Советского Союза)
Николай Иванович Клименко (1911—1944) — старший лейтенант Рабоче-крестьянской Красной Армии, участник Великой Отечественной войны, Герой Советского Союза (1945).

## Биография
Николай Клименко родился 4 мая 1911 года в деревне Михайловка (ныне — Венгеровский район Новосибирской области). После окончания начальной школы работал на маслозаводе, затем стал секретарём, председателем исполнительного комитета сельсовета. В 1938 году вступил в ВКП(б). После окончания курсов при Новосибирском обкоме ВЛКСМ Клименко был назначен секретарём Венгеровского райкома ВЛКСМ, а в мае 1941 года — парторгом совхоза «Тартасский».
В июле того же года Клименко был призван на службу в Рабоче-крестьянскую Красную Армию. С августа 1941 года — на фронтах Великой Отечественной войны. Принимал участие в боях на Западном, Сталинградском и 1-м Белорусском фронтах, пять раз был ранен. К июню 1944 года старший лейтенант Николай Клименко был заместителем по политчасти командира стрелкового батальона 1324-го стрелкового полка 413-й стрелковой дивизии 3-й армии 1-го Белорусского фронта. Отличился во время Белорусской операции.
28 июля 1944 года батальон Клименко вёл бой с противником у деревни Заречье Бобруйского района Могилёвской области Белорусской ССР. Клименко поднял бойцов в атаку, разгромив группу вражеских солдат и офицеров, только в плен взяв их несколько десятков. 29 июня 1944 года около моста через Березину у деревни Свислочь Осиповичского района батальон отбил 12 контратак пытавшихся вырваться из Бобруйского котла немецких частей, несмотря на их превосходство в численности. Клименко возглавил группу из трёх пулемётных расчётов, которая заняла позицию на высоте впереди основных сил и не давала противнику прорваться в советские траншеи. 30 июня Клименко получил три ранения, но продолжал сражаться, заменив собой погибший расчёт одного из пулемётов. В том бою он погиб. Его группа уничтожила в тех боях около 200 немецких солдат и офицеров, не дав им прорваться через Березину. Похоронен в деревне Свислочь.
Указом Президиума Верховного Совета СССР от 24 марта 1945 года за «образцовое выполнение боевых заданий командования на фронте борьбы с немецкими захватчиками и проявленные при этом отвагу и геройство» старший лейтенант Николай Клименко посмертно был удостоен высокого звания Героя Советского Союза.
Был также награждён орденами Ленина (24.03.1945, посмертно) и Отечественной войны 2-й степени (22.02.1944).
В честь Клименко названы школа в селе Новый Тартас и улица в Венгерово.